# Isolignes de concentration
Sur une carte géographique, des isolignes de concentration sont des lignes reliant des points de même concentration de polluants.

## Traçage des isolignes de concentration
Dans le domaine de la surveillance de la qualité de l'air ambiant, des campagnes de mesures d'un polluant, à l'aide de nombreux tubes passifs, donnent les résultats des concentrations moyennes pour la période d'étude (une à deux semaines en général).
Ces concentrations moyennes mesurées, convenablement réparties sur la zone géographique concernée, permettent si on dispose d'un logiciel adapté, de tracer des isolignes de concentration, c'est-à-dire des lignes reliant les points d'égale concentration (c'est l'équivalent des courbes de niveau pour les concentrations de polluants).